# Nesticella africana
Nesticella africana là một loài nhện trong họ Nesticidae.
Loài này thuộc chi Nesticella. Nesticella africana được miêu tả năm 1970 bởi Hubert.